# Saltwater: Atomic Shark
Pour plus de détails, voir Fiche technique et Distribution.
Saltwater: Atomic Shark est un film d'horreur américain réalisé par A.B. Stone, sorti en 2016. Il met en vedette Rachele Brooke Smith, Jeff Fahey et David Faustino.

## Synopsis
L’action se déroule principalement sur la côte californienne près de San Diego. Un grand requin apparaît sur la plage. Les baigneurs qui s’approchent trop près du requin radioactif prennent feu et brûlent. Le requin provoque donc un carnage sur la plage. Initialement, le lien entre les personnes en feu et le requin est nié. Seuls quelques sauveteurs sur place veulent découvrir la cause réelle des morts.
Bientôt, les sauveteurs font équipe avec une équipe de tournage qui rend compte de la chasse au requin. Ils recueillent des preuves afin d’obtenir l’appui du gouvernement, mais celui-ci essaie de dissimuler quelque chose.

## Distribution
- Rachele Brooke Smith : Gina
- Jeff Fahey : Rottger
- David Faustino : Fletcher
- Bobby Campo : Kaplan
- Isaïe LaBorde : Troy
- Adam Ambruso : Reese
- Mariah Bonner : Felice
- Jake Chiasson : Bucky
- Matt Chiasson : Henry Wallace
- Major Dodge : Officier Mike
- Jessica Kemejuk : Kylie
- Nikki SooHoo : Erica

## Sortie
Le film a été présenté pour la première fois le 24 juillet 2016 sur la chaîne Syfy. Le titre original est Saltwater. En Allemagne, le film est sorti sous le titre Saltwater: Atomic Shark ou Atomic Shark en abrégé. Cette homonymie et une intrigue similaire conduisent souvent à la confusion avec le film Atomic Shark de Lisa Palenica également sorti en 2016.
Le film a été diffusé sur Tele 5 le 31 août 2018 dans le cadre du format de diffusion The Worst Movies of All Time.

## Réception critique
Atomic Shark a été reçu négativement. Même comparé aux films Sharknado, il semble produit à bas prix.
« Comédie d'horreur bon marché peu originale de la chaîne de télévision SyFy, qui surfe une fois de plus sur la vague « Sharknado ». Dans son mélange calculé d’effets moches, de personnages unidimensionnels et d’esprit maladroit, il est également difficile à apprécier comme une ordure ».